# Todd Hughes
Pour les articles homonymes, voir Hughes.
Todd Hughes est un réalisateur, scénariste, producteur et acteur américain né le 13 août 1963 à Salt Lake City, Utah (États-Unis).

## Filmographie

### Réalisateur
- 1975 : Wapper
- 1981 : Incense and Peppermints
- 1982 : Feminette
- 1983 : Hit Women of the Swedish Mafia
- 1985 : The Big Pile
- 1986 : The Horror and Mystery of the Succubus
- 1986 : Deep Six
- 1988 : Wanton Sinner
- 1988 : Kaka Ferskur (Fresh Rolls) or The New Adventures of Pippi Longstocking
- 1989 : Reflection of Evil
- 1989 : L.A. on $5 a Day
- 1991 : The Chick's a Dick
- 1995 : Ding Dong
- 2001 : The New Women
- 2005 : Hubby/Wifey

### Scénariste
- 1981 : Incense and Peppermints
- 1982 : Feminette
- 1983 : Hit Women of the Swedish Mafia
- 1985 : The Big Pile
- 1986 : The Horror and Mystery of the Succubus
- 1986 : Deep Six
- 1988 : Wanton Sinner
- 1988 : Kaka Ferskur (Fresh Rolls) or The New Adventures of Pippi Longstocking
- 1989 : L.A. on $5 a Day
- 1991 : The Chick's a Dick
- 1995 : Ding Dong
- 2001 : The New Women
- 2003 : Violation (TV)
- 2005 : Hubby/Wifey

### Producteur
- 1981 : Incense and Peppermints
- 1982 : Feminette
- 1983 : Hit Women of the Swedish Mafia
- 1985 : The Big Pile
- 1986 : The Horror and Mystery of the Succubus
- 1986 : Deep Six
- 1988 : Wanton Sinner
- 1988 : Kaka Ferskur (Fresh Rolls) or The New Adventures of Pippi Longstocking
- 1995 : Ding Dong

### Acteur
- 2000 : Straight Right : Prison Guard 1